# فانينستوك
فانينستوك (بالإنجليزية: Fahnenstock)‏ هو أحد جبال سلسلة جبال الألب غلاروس وجزء من القمة الأم   يقع في كانتون سانت غالن, سويسرا. يبلغ ارتفاع الجبل حوالي 2612 متر، بينما يبلغ ارتفاع نتوء الجبل 107 متر.